# Gare de Saint-Sulpice-Laurière
Ne doit pas être confondu avec Gare de Saint-Sulpice (Tarn), Gare de Saint-Sulpice - Auteuil ou Gare de Saint-Sulpice - Izon.
La gare de Saint-Sulpice-Laurière est une gare ferroviaire française, située sur le territoire de la commune de Saint-Sulpice-Laurière, dans le département de la Haute-Vienne, en région Nouvelle-Aquitaine.
C'est une gare de la Société nationale des chemins de fer français (SNCF), desservie par des trains régionaux des réseaux TER Nouvelle-Aquitaine et TER Centre-Val de Loire.

## Situation ferroviaire
Établie à 396 mètres d'altitude, la gare de Saint-Sulpice-Laurière est située au point kilométrique (PK) 368,138 de la ligne des Aubrais - Orléans à Montauban-Ville-Bourbon, entre les gares de Bersac et de La Jonchère. Gare de bifurcation, elle est également l'aboutissement, au PK 448,953, de la ligne de Montluçon à Saint-Sulpice-Laurière après la gare de Marsac (Creuse).

## Histoire
En 1844 la Compagnie du chemin de fer du Centre obtient une concession pour une ligne de Vierzon à Limoges, elle ouvre sa ligne jusqu'à la gare de Châteauroux en 1847, mais il faut attendre le rachat des concessions par la Compagnie du chemin de fer de Paris à Orléans (PO) pour qu'il y ait de nouveau une progression vers le sud avec l'ouverture de la section Châteauroux - Argenton-sur-Creuse. La station à 4 km au sud du village de Saint-Sulpice Laurière est édifiée, au sud du tunnel de La Roche, lors de la construction de la section suivante de Argenton-sur-Creuse à Limoges, qui ouvre d'abord le trafic marchandise, le 2 juin 1856, puis 14 jours plus tard le trafic voyageurs, 16 juin 1856.
Au début des années 1860 on discute l'emplacement de l'embranchement d'une nouvelle ligne venant de Montluçon, plusieurs options sont possibles. La gare ayant vocation à devenir plus importante, une extension de la station est envisagée. Finalement c'est le projet d'une nouvelle gare équipée des installations nécessaires à ce nouveau nœud ferroviaire, qui est préféré. Le tracé de la ligne est modifié pour permettre à l'embranchement d'être dans sa proximité, le choix du nouveau lieu la situe au nord du tunnel de La Roche. Dénommée Saint-Sulpice-Laurière, elle comporte un imposant bâtiment voyageurs avec buffet et quatre quais disposant d'abris pour les attentes des correspondances. La configuration de l'embranchement nécessitant un rebroussement avec changement de locomotive, à proximité de la gare est édifié un dépôt de machines, avec une rotonde prévue pour vingt-deux locomotives à vapeur. La mise en service de cet ensemble a lieu lors de l'ouverture de l'embranchement vers Montluçon, le 21 novembre 1864.

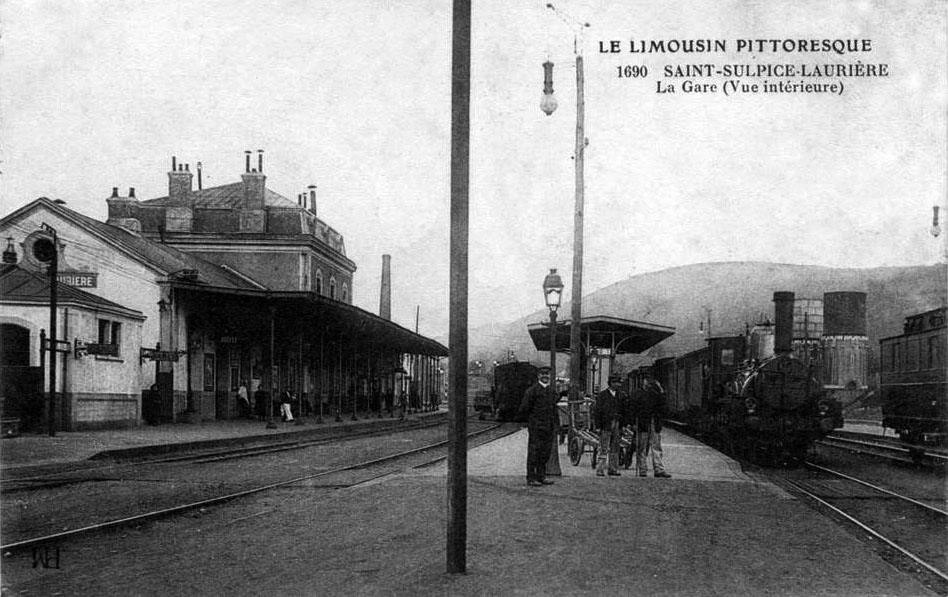
La gare vers 1900.

Une troisième et dernière nouvelle ligne est ouverte le 23 décembre 1867. L'embranchement en direction de Poitiers situé près de la gare de Bersac, à 6 km au nord de Saint-Sulpice-Laurière, est un nouveau potentiel de machines pour le dépôt. La montée en puissance du trafic sur les lignes, va apporter de l'activité supplémentaire au dépôt, auquel vient s'ajouter, un atelier, un faisceau de voies de triage pour compléter celui de Limoges, et une école d'apprentissage. Ce développement de l'activité et l'arrivée des cheminots va profondément transformer Saint-Sulpice-Laurière et les villages environnants.
La recette de la gare pour l'année 1884 est de 88,837 francs.
À son apogée dans les années 1930, la gare de Saint-Sulpice-Laurière est à la troisième place des gares de la région après celles de Limoges et Brive. En 1931 il y a 80 locomotives à vapeur attachées au dépôt où travaillent près de 300 cheminots
En 2022, selon les estimations de la SNCF, la fréquentation annuelle de la gare était de 38 867 voyageurs contre 29 755 voyageurs en 2019.

## Service des voyageurs

### Accueil
Gare SNCF, elle dispose d'un bâtiment voyageurs avec guichet.
La gare bénéficie des services d’accessibilité « Service accès plus » et « Service accès TER ».
Elle est équipée de deux quais latéraux et d'un quai central, encadrant quatre voies. Les deux quais possèdent des abris voyageurs. Le changement de quai se fait par un passage souterrain sauf pour le deuxième quai latéral accessible par un passage planchéié.

### Desserte
La gare est desservie quotidiennement par :
- les TER Limoges-La Souterraine (continuant généralement sur Châteauroux voire Vierzon) ;
- les TER Limoges-Guéret (pouvant continuer en direction de Montluçon)[11].

### Intermodalité
Un parc pour les vélos et un parking y sont aménagés.
La gare dispose du Transport à la demande.

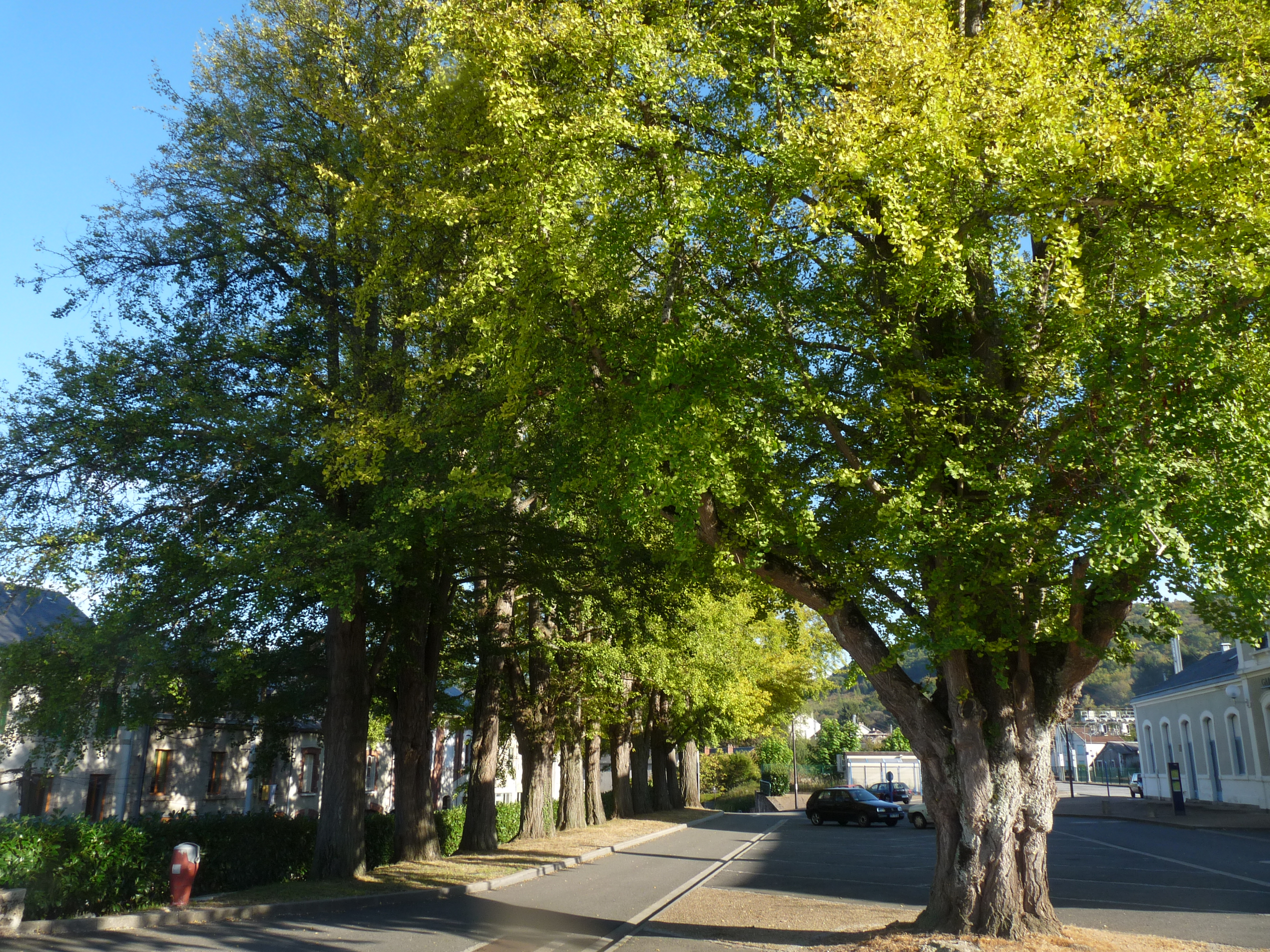
Les Ginkgo biloba devant la gare.

## Service des marchandises
Cette gare est ouverte au service du fret.

## Aspects culturels

### Les Ginkgo biloba de la gare
Devant la gare, bordant le parking, se trouvent douze arbres ginkgo biloba (dix mâles et deux femelles) plantés en 1864.
Ils ont été offerts à l'ingénieur en chef du chantier de la gare, M de Leffe, par le frère de l'empereur du Japon qui était devenu son ami. Lors d'un voyage en France à l'invitation de M de Leffe, le prince impérial lui offrit treize plants de cet arbre peu connu en France à l'époque, mais très apprécié en Asie.[réf. souhaitée]

### Au cinéma
La gare de Saint-Sulpice-Laurière sert de décor dans une scène du film de Patrice Chéreau Ceux qui m'aiment prendront le train (1998).
Elle sert également de décor pour une des scènes-clés du film de Catherine Corsini La Belle Saison, avec Cécile de France et Izia Higelin, sorti le 19 août 2015.